# Chiến tranh Ngô – Ngụy (222–225)
Chiến tranh Ngụy-Ngô hay Chiến dịch đánh Ngô của Tào Phi là trận chiến giữa 2 quốc gia Tào Ngụy và Đông Ngô (lúc này Tôn Quyền chỉ mới xưng Ngô Vương thần phục nhà Ngụy của Tào Phi đã xưng đế) thời Tam Quốc trong lịch sử Trung Quốc.
Đây là cuộc chiến diễn ra ngay sau trận Di Lăng liên minh Tôn-Lưu được thiết lập trở lại, Tào Phi muốn lập công trong lúc ở ngôi hoàng đế nên đã tập hợp 30 vạn quân tấn công Đông Ngô (trước đó đã nghĩ cách đánh Thục nhưng bất thành). Trận chiến diễn ra từ năm 222 tới năm 225 được thể hiện ngắn gọn trong Tam Quốc diễn nghĩa hay Tân Tam Quốc Diễn Nghĩa.

## Diễn biến và kết quả
Gia Cát làm ngư ông đắc lợi